# Baubigny (Côte-d’Or)
Baubigny ist eine französische Gemeinde mit 208 Einwohnern (Stand: 1. Januar 2022) im Département Côte-d’Or in der Region Bourgogne-Franche-Comté. Sie gehört zum Kanton Arnay-le-Duc und zum Arrondissement Beaune.
Nachbargemeinden sind Santosse und Ivry-en-Montagne im Nordwesten, Saint-Romain im Nordosten, Auxey-Duresses im Südosten, La Rochepot im Südwesten und Cormot-Vauchignon im Westen. Das Gemeindegebiet wird vom Flüsschen Cloux durchquert.

## Bevölkerungsentwicklung
| Jahr                       | 1962 | 1968 | 1975 | 1982 | 1990 | 1999 | 2008 | 2017 |
| -------------------------- | ---- | ---- | ---- | ---- | ---- | ---- | ---- | ---- |
| Einwohner                  | 180  | 198  | 164  | 202  | 221  | 252  | 252  | 202  |
| Quellen: Cassini und INSEE |      |      |      |      |      |      |      |      |

## Sehenswürdigkeiten

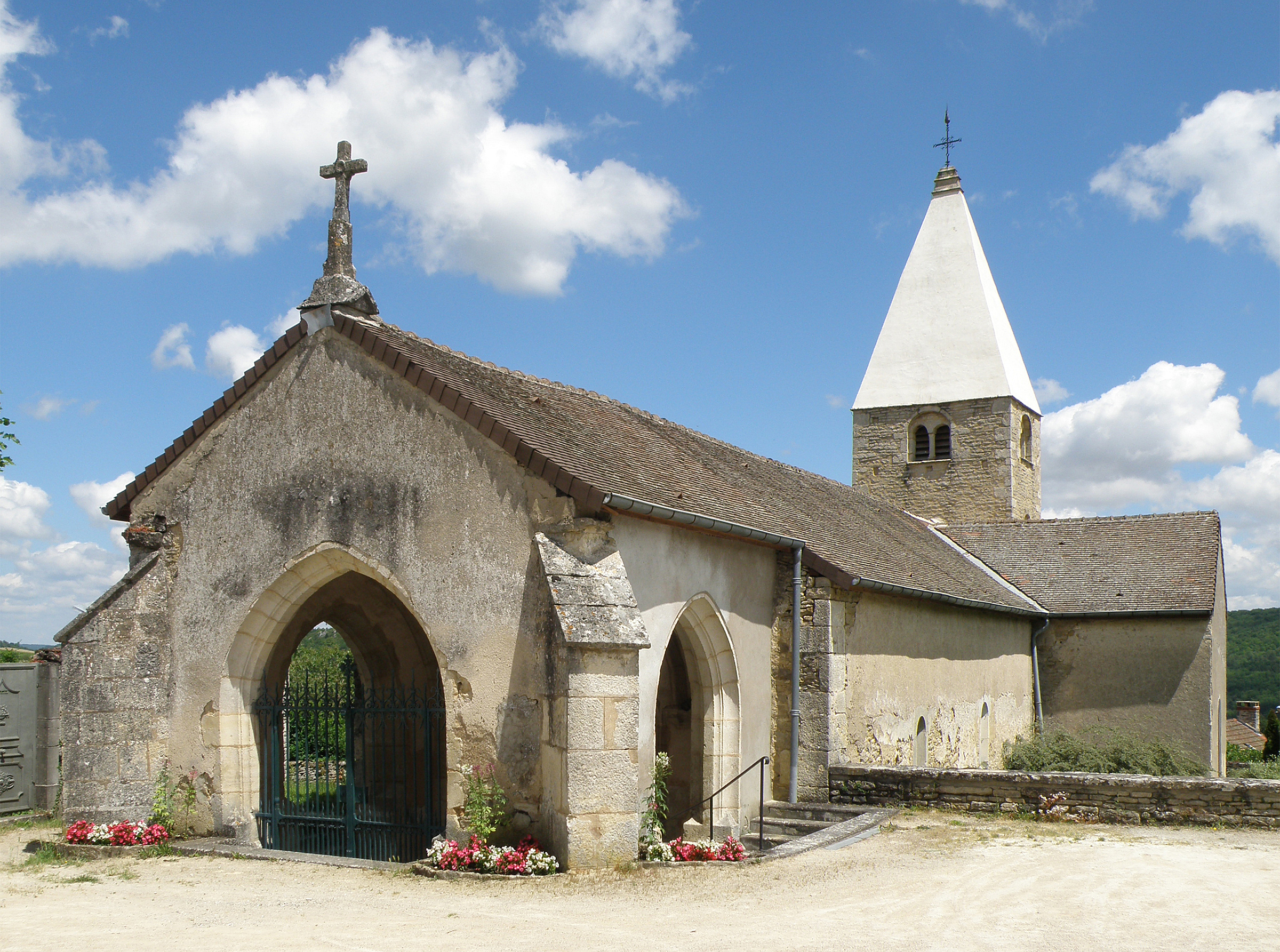
Kirche Saint-Léger

- Kirche Saint-Léger, erbaut im 14./15. Jahrhundert

## Persönlichkeiten
- Léon Fichot (1906–1992), Radrennfahrer